# فهرست قسمت‌های مستند چگونه ساخته می‌شود
چگونه ساخته می‌شود (به انگلیسی: How It's Made) یک مجموعه مستند تلویزیونی است که اولین قسمت آن در تاریخ ۶ ژانویه ۲۰۰۱، از شبکه دیسکاوری در کانادا، و شبکه ساینس در آمریکا پخش شد. این مجموعه مستند در استان کُبِک کانادا تولید شده‌است. در انگلستان در شبکه‌های دیسکاوری، کوئِست و دی‌مکس پخش شده‌است.

## قسمت‌ها

### فصل ۱ (۲۰۰۱)
| سری Ep. | قسمت | بخش A                     | بخش B           | بخش C                | بخش D               | تاریخ پخش      |
| ------- | ---- | ------------------------- | --------------- | -------------------- | ------------------- | -------------- |
| ۱–۰۱    | ۰۱   | ورقهٔ آلومینیومی           | اسنوبرد         | لنزهای تماسی         | نان                 | ۶ ژانویه ۲۰۰۱  |
| ۱–۰     | ۰۲   | دیسک‌های جمع و جور         | پنیر موزارلا    | لباس تنگ             | لوله‌های فلورسنت     | ۱۳ ژانویه ۲۰۰۱ |
| ۱–۳۳    | ۰۳   | خلال دندان                | وان‌های اکریلیک  | بالگردها             | آبجو                | ۲۰ ژانویه ۲۰۰۱ |
| ۱–۰۴    | ۰۴   | سمعک                      | پازل‌های سه بعدی | تشک لاستیکی          | توالت               | ۲۷ ژانویه ۲۰۰۱ |
| ۱–۰     | ۰۵   | کاغذ را کپی کنید          | شلوار جین       | کامپیوترها           | صفحه شیشه ای        | ۳ فوریه ۲۰۰۱   |
| ۱–۳۶    | ۰۶   | ناخن‌ها و پشته‌ها           | عینک ایمنی      | پارچه‌ها              | دوچرخه              | ۱۰ فوریه ۲۰۰۱  |
| ۱–۰     | ۰۷   | کایاکس                    | چکمه‌های ایمنی   | علائم الکترونیکی     | غلات                | ۱۷ فوریه ۲۰۰۱  |
| ۱–۰     | ۰۸   | کامیون‌ها                  | باندهای چسب     | تابلوهای مدار رایانه | مشروبات الکلی       | ۲۴ فوریه ۲۰۰۱  |
| ۱–۰     | ۰۹   | فولاد                     | آب سیب          | دنده فرود هواپیما    | لوازم آرایشی        | ۳ مارس ۲۰۰۱    |
| ۱–۱۰    | ۱۰   | هولوگرام                  | چاپ بسته‌بندی    | فرهنگ پوست           | کنسرو ذرت           | ۱۰ مارس ۲۰۰۱   |
| ۱–۱۱    | ۱۱   | کیسه‌های پلاستیکی          | پنل‌های خورشیدی  | ظروف پلاستیکی بنزین  | هاکی استیک          | ۱۷ مارس ۲۰۰۱   |
| ۱–۱۲    | ۱۲   | کلاه‌های پیچ‌پیچ آلومینیومی | شکلات           | قرص                  | ماکارونی            | ۲۴ مارس ۲۰۰۱   |
| ۱–۱۳    | ۱۳   | کلاه ایمنی دوچرخه         | آلومینیوم       | ترمز اتومبیل         | باتری‌های لیتیوم یون | ۳۱ مارس ۲۰۰۱   |

### فصل ۳ (۲۰۰۳)
| سری Ep. | قسمت | بخش A                    | بخش B                  | بخش C                      | بخش D               | تاریخ پخش      |
| ------- | ---- | ------------------------ | ---------------------- | -------------------------- | ------------------- | -------------- |
| ۳–۰۱    | ۲۷   | تمبرهای از پیش جوهر شده  | کران بری               | نخ نخ                      | علائم جاده          | اول اکتبر ۲۰۰۳ |
| ۳–۰۲    | ۲۸   | قفل‌های ترکیبی            | کوزه‌گری                | وسایل نقلیه تفریحی         | پاک کن              | ۸ اکتبر ۲۰۰۳   |
| ۳–۰۳    | ۲۹   | لودر چرخ                 | روغن سبزیجات           | ابزار دست                  | سواب پنبه           | ۲۱ اکتبر ۲۰۰۳  |
| ۳–۰۴    | ۳۰   | نرده‌های فلزی موقتی       | زونا آسفالت            | محصولات پلی استایرن گسترده | شیرینی جوشانده      | ۲۸ اکتبر ۲۰۰۳  |
| ۳–۰۵    | ۳۱   | واگن‌های اسب کشیده        | چشم مصنوعی             | غذای سگ و گربه             | آینه                | ۴ نوامبر ۲۰۰۳  |
| ۳–۰۶    | ۳۲   | ماست                     | شمع‌ها                  | علائم نئون                 | جلد کتاب            | ۱۱ نوامبر ۲۰۰۳ |
| ۳–۰۷    | ۳۳   | خردل آماده شده‌است        | ویولن                  | آجیل و پیچ و مهره          | دستمال توالت        | ۱۸ نوامبر ۲۰۰۳ |
| ۳–۰۸    | ۳۴   | گلهای برش تازه           | چسب نواری              | توفو                       | بلیط بخت آزمایی     | ۲۵ نوامبر ۲۰۰۳ |
| ۳–۰۹    | ۳۵   | آبشارهای بادی            | دانه‌های کوسکوس         | خمیر مدل‌سازی               | محصولات حصیری       | ۹ دسامبر ۲۰۰۳  |
| ۳–۱۰    | ۳۶   | ژنراتور باد              | دستکش پی وی سی         | شیشه ای به شکل ترمو        | ماشین آتش‌نشانی      | ۹ دسامبر ۲۰۰۳  |
| ۳–۱۱    | ۳۷   | رادیاتور اتومبیل         | جوجه‌های جوجه کشی       | خمیر فیلو                  | اسکی‌های متقابل کشور | ۹ دسامبر ۲۰۰۳  |
| ۳–۱۲    | ۳۸   | بخاری‌های هیئت مدیره برقی | تخته‌های چوبی پالپ ظروف | جوجه                       | بازی‌های ویدیویی     | ۱۶ دسامبر ۲۰۰۳ |
| ۳–۱۳    | ۳۹   | چکمه‌های آتش‌نشانی         | ابزار باغبانی          | ماشین آلات خودکار          | تخته گچی            | ۳۰ دسامبر ۲۰۰۳ |

### فصل ۴ (۲۰۰۵)
| سری Ep. | قسمت | بخش A                            | بخش B               | بخش C                     | بخش D           | تاریخ پخش      |
| ------- | ---- | -------------------------------- | ------------------- | ------------------------- | --------------- | -------------- |
| ۴–۰۱    | ۴۰   | بطری‌های پلاستیکی و کوزه          | سرویس پستی          | تخم مرغ                   | قلم‌های شخصی     | ۴ ژانویه ۲۰۰۵  |
| ۴–۰۲    | ۴۱   | قالب تزریق پلاستیک               | فیلترهای روغن خودرو | کابینت‌های بایگانی         | شیشه دمیده      | ۱۱ ژانویه ۲۰۰۵ |
| ۴–۰۳    | ۴۲   | ابزارهای برش با دقت بالا         | شیشه لک شده         | تریلرهای نیمه کاره        | ضبط کننده‌ها     | ۱۸ ژانویه ۲۰۰۵ |
| ۴–۰۴    | ۴۳   | طبل‌های کنگا                      | آبکاری فلزی         | دکمه‌ها (قسمت ۱)           | دکمه‌ها (قسمت ۲) | ۲۵ ژانویه ۲۰۰۵ |
| ۴–۰۵    | ۴۴   | چرخ‌های سنگ زنی                   | کمپوست              | پرده پنجره                | شیر             | ۱ فوریه ۲۰۰۵   |
| ۴–۰۶    | ۴۵   | برس و برومس فشار                 | تخته سیاه           | ماهی آزاد دودی            | زیپ             | ۸ فوریه ۲۰۰۵   |
| ۴–۰۷    | ۴۶   | علائم تجاری سه بعدی              | کف چوب سخت          | لوله‌های پلی اتیلن راه راه | تشک             | ۱۵ فوریه ۲۰۰۵  |
| ۴–۰۸    | ۴۷   | کاشی سرامیک                      | آجیل و خشکبار       | فرجنجس فولادی             | اسکیت           | ۲۲ فوریه ۲۰۰۵  |
| ۴–۰۹    | ۴۸   | موتورهای اتومبیل                 | ارد                 | بسترها                    | پاکت نامه       | ۱ مارس ۲۰۰۵    |
| ۴–۱۰    | ۴۹   | فنجان‌های پلاستیکی و کارد و چنگال | آرایش جلوه‌های ویژه  | طلا                       | هارپس           | ۸ مارس ۲۰۰۵    |
| ۴–۱۱    | ۵۰   | ورقه ورقه                        | منجمد               | بلوک‌های ساختمانی کودکان   | مواد شوینده     | ۱۵ مارس ۲۰۰۵   |
| ۴–۱۲    | ۵۱   | قالبهای تزئینی                   | قرقره‌های تجاری      | شیلنگ لاستیکی صنعتی       | ورق وینیل کفپوش | ۲۲ مارس ۲۰۰۵   |
| ۴–۱۳    | ۵۲   | چاقوهای بتونه                    | درب گاراژ           | موتورهای الکتریکی         | پشم             | ۲۹ مارس ۲۰۰۵   |

### فصل ۵ (۲۰۰۵)
| سری Ep. | قسمت | بخش A            | بخش B                | بخش C                 | بخش D              |
| ------- | ---- | ---------------- | -------------------- | --------------------- | ------------------ |
| ۵–۰۱    | ۵۳   | روکش آسفالت      | کوکی‌های مارشملو      | بلندگوها              | قفل درب الکترونیکی |
| ۵–۰۲    | ۵۴   | اجاق گاز سوز     | ارتزها               | دمپایی باله           | اتوبوس             |
| ۵–۰۳    | ۵۵   | اسلحه رباتیک     | خال کوبی             | نوار بهداشتی          | لوله‌های بتونی      |
| ۵–۰۴    | ۵۶   | دستکش هاکی       | کیک‌های میان‌وعده      | لاستیک‌های مجاز        | تصفیه فاضلاب       |
| ۵–۰۵    | ۵۷   | آمبولانس         | جداول اتاق غذاخوری   | آکاردئونهای دیاتونیک  | جوایز اکریلیک      |
| ۵–۰۶    | ۵۸   | باتری‌های قلیایی  | صندلی‌های چرخدار      | فلوت‌ها                | چکمه‌های کابوی      |
| ۵–۰۷    | ۵۹   | توپ‌های گلف       | دستگیره مبلمان       | متر پارکینگ           | اتاق تقسیم         |
| ۵–۰۸    | ۶۰   | لباس‌های زره پوش  | خیابان‌های نور خیابان | خاردار چوب سخت        | سوئیچ‌های غشایی     |
| ۵–۰۹    | ۶۱   | Sulkies          | آبله                 | سیاهه‌های مربوط به یول | طعمه‌های ماهیگیری   |
| ۵–۱۰    | ۶۲   | لنت‌های دروازه‌بان | Lapel Pins           | جعبه‌های مقوایی        | عینک کریستال شراب  |
| ۵–۱۱    | ۶۳   | سیمان            | صندوقچه              | نوشیدنی بدون الکل     | گلایدر راکرز       |
| ۵–۱۲    | ۶۴   | چاقوی آشپزخانه   | مانکن                | جوراب                 | سوزن هایپودرم      |
| ۵–۱۳    | ۶۵   | تابلوهای برق     | بادبادک‌ها            | قاب‌های عینک           | مسواک              |

### فصل ۶ (۲۰۰۶)
| سری Ep. | قسمت | بخش A                  | بخش B            | بخش C                | بخش D                |
| ------- | ---- | ---------------------- | ---------------- | -------------------- | -------------------- |
| ۶–۰۱    | ۶۶   | سه وسیله نقلیه چرخ دار | خفاش‌های بیس بال  | بونسای مصنوعی        | ترومبون              |
| ۶–۰۲    | ۶۷   | فنر                    | کفگیرها          | پیانوس (قسمت ۱)      | پیانوس (قسمت ۲)      |
| ۶–۰۳    | ۶۸   | طناب‌ها                 | جداول بیلیارد    | تابلوهای دریانوردی   | سمبل‌ها               |
| ۶–۰۴    | ۶۹   | صندلی بند              | پنجره‌ها          | مجسمه‌های موم         | بالن‌های هوای گرم     |
| ۶–۰۵    | ۷۰   | فیلترهای هوا           | نشانه‌های بیلیارد | مجسمه‌های یخی         | لباس                 |
| ۶–۰۶    | ۷۱   | پله برقی نرده          | برجسته‌ها         | رشته‌های گیتار        | کلاه گیس‌ها           |
| ۶–۰۷    | ۷۲   | کمان‌های سنتی           | دستگاه‌های قهوه   | ماسک‌ها               | هموک                 |
| ۶–۰۸    | ۷۳   | عایق فایبرگلاس         | اردک‌های چوبی     | ماشین آلات گیمبال    | سیستم‌های اگزوز       |
| ۶–۰۹    | ۷۴   | زنجیرها                | شیرینی           | سوابق وینیل (قسمت ۱) | سوابق وینیل (قسمت ۲) |
| ۶–۱۰    | ۷۵   | شیشه‌های جلو            | زین‌های انگلیسی   | کره                  | ساعتهای ارسال        |
| ۶–۱۱    | ۷۶   | حمل و نقل فردی         | سدر کانو         | گیتار برقی (قسمت ۱)  | گیتار برقی (قسمت ۲)  |
| ۶–۱۲    | ۷۷   | بخاری‌های آب مسکونی     | کیسه‌های هوا      | لوبیای ژله           | رستوران‌های یخ        |
| ۶–۱۳    | ۷۸   | وسایل نقلیه دوزی       | پاترها           | کشتی مدل             | طبلها                |

### فصل ۷ (۲۰۰۶)
| سری Ep. | قسمت | بخش A                  | بخش B                 | بخش C                     | بخش D                    |
| ------- | ---- | ---------------------- | --------------------- | ------------------------- | ------------------------ |
| ۷–۰۱    | ۷۹   | فوتبال                 | آمپلی فایر گیتار برقی | تیله                      | پروانه‌های هواپیما        |
| ۷–۰۲    | ۸۰   | بلوک‌های موتور          | آرواره‌ها              | طبل پوسته                 | طبل‌ها                    |
| ۷–۰۳    | ۸۱   | فندک                   | فسیل                  | پاکی هاکی                 | سیلندرهای فشار قوی       |
| ۷–۰۴    | ۸۲   | بادکنک                 | تصویر زمینه           | سیب زمینی سرخ شده منجمد   | لامپ‌های رشته‌ای           |
| ۷–۰۵    | ۸۳   | مسابقات                | اسب چرخ فلک           | ظروف چینی زیبا            | مخازن سوخت خودرو         |
| ۷–۰۶    | ۸۴   | وسایل آشپزخانه شیشه ای | میله صابون            | طبل‌های فلزی               | لباس آتش‌نشانی            |
| ۷–۰۷    | ۸۵   | مداد شمعی              | کایاکس‌های چوبی        | مورس چمن                  | زنجیرهای طلا             |
| ۷–۰۸    | ۸۶   | دستگاه‌های ایمنی بادی   | ماشین تحریر بریل      | سلولزی فیبر کربن (قسمت ۱) | سلولز فیبر کربن (قسمت ۲) |
| ۷–۰۹    | ۸۷   | فیبرهای کربن           | کوکی‌های فورچون        | پروژکتورهای IMAX          | غلتک زنجیره ای           |
| ۷–۱۰    | ۸۸   | کلاه ایمنی آتش‌نشان     | قطب‌نماهای دریایی      | لوله‌های بسته‌بندی          | اره‌های دست               |
| ۷–۱۱    | ۸۹   | لامپهای هالوژن         | عایق سلولزی           | نردبان‌های آلومینیومی      | میله‌های پرواز بامبو      |
| ۷–۱۲    | ۹۰   | مته                    | غرفه‌های عکس           | تمبر (قسمت ۱)             | تمبر (قسمت ۲)            |
| ۷–۱۳    | ۹۱   | چرخ قایق بادبانی       | فرشهای بافته          | ترموستات خودرو            | اسکنه‌ها                  |

### فصل ۸ (۲۰۰۶-۲۰۰۷)
| سری Ep. | قسمت | بخش A               | بخش B                | بخش C                                  | بخش D                                  |
| ------- | ---- | ------------------- | -------------------- | -------------------------------------- | -------------------------------------- |
| ۸–۰۱    | ۹۲   | عکس                 | برنزه کردن خز        | الکترودهای جوشکاری                     | ویولن برقی                             |
| ۸–۰۲    | ۹۳   | بطری شیشه ای        | حصار                 | ماسک‌های دروازه‌بان هاکی روی یخ (قسمت ۱) | ماسک‌های دروازه‌بان هاکی روی یخ (قسمت ۲) |
| ۸–۰۳    | ۹۴   | استیکرهای لاکروز    | محصولات ماهی منجمد   | مشعل                                   | قلم موی رنگ آمیزی                      |
| ۸–۰۴    | ۹۵   | باتری چرخه عمیق     | قلع                  | لنزهای نوری (قسمت ۱)                   | لنزهای نوری (قسمت ۲)                   |
| ۸–۰۵    | ۹۶   | اسب اسب             | ماشین ظرفشویی        | میله‌های گرافیتی                        | پیتزا منجمد                            |
| ۸–۰۶    | ۹۷   | پیستون‌ها            | غلطک‌ها را رنگ کنید   | چتر نجاتان                             | دودکش‌ها                                |
| ۸–۰۷    | ۹۸   | کارتریج‌های CO 2     | پرتزل                | بالابر قیچی                            | اسکیت سواری                            |
| ۸–۰۸    | ۹۹   | نرم‌افزار هاکی استیک | کفش کودک برنز        | تردمیل                                 | کامپیوترهای دستی                       |
| ۸–۰۹    | ۱۰۰  | موتور سیکلت         | لوله‌های خاک رس       | طبل                                    | سوت‌ها                                  |
| ۸–۱۰    | ۱۰۱  | دستبند              | کولینگ و ترکیب مشترک | مخازن پروپان                           | بازسازی صورت پزشکی قانونی              |
| ۸–۱۱    | ۱۰۲  | کتهای خز            | می‌شنوید              | لامپ‌های روشنایی در فضای باز            | تیم‌های گلف                             |
| ۸–۱۲    | ۱۰۳  | قرقره‌های ماهیگیری   | خانه‌های مینیاتوری    | میکسر آشپزخانه (قسمت ۱)                | میکسر آشپزخانه (قسمت ۲)                |
| ۸–۱۳    | ۱۰۴  | پوشش منهول          | هودهای محدوده        | سیاهه‌های مربوط به مصنوعی               | موتورهای برفی                          |

### فصل ۹ (۲۰۰۷)
| سری Ep. | قسمت | بخش A              | بخش B                           | بخش C                    | بخش D                    |
| ------- | ---- | ------------------ | ------------------------------- | ------------------------ | ------------------------ |
| ۹–۰۱    | ۱۰۵  | لاستیک‌های جامد     | کیک پنیر                        | دست و پنجه نرم قایق‌رانی  | گلوبها                   |
| ۹–۰۲    | ۱۰۶  | بومرنگ‌ها           | کباب‌ها                          | ماشین آلات Pinball       | چراغ‌های بارق             |
| ۹–۰۳    | ۱۰۷  | کاسه‌های چوبی       | اره برقی                        | چیپس سیب زمینی پشته      | پره‌های جت کمپرسور        |
| ۹–۰۴    | ۱۰۸  | سیم ظرفشویی        | دامنه                           | شمعهای حک شده            | دستگاه‌های حافظه          |
| ۹–۰۵    | ۱۰۹  | نیمه هادی‌های CCD   | وعده‌های هواپیمایی               | لیوان‌های کاغذی           | ترومپت‌ها                 |
| ۹–۰۶    | ۱۱۰  | حلق آویز           | کلیپس مو                        | کفش‌های چوبی              | چرم مصنوعی               |
| ۹–۰۷    | ۱۱۱  | پوسته‌های مسابقه ای | سینک‌های ضدزنگ                   | چرم                      | گیتارهای فولادی پدال     |
| ۹–۰۸    | ۱۱۲  | شمشیر              | پونتون                          | ساعت مادربزرگ            | فیوزها                   |
| ۹–۰۹    | ۱۱۳  | ضربه گیر           | ژل‌های روشنایی و فیلترهای دوربین | مدلهای بخار              | آب نبات‌های چوبی          |
| ۹–۱۰    | ۱۱۴  | چترها              | موتور قایق                      | کارد و چنگال نقره ای     | اقدامات نوار             |
| ۹–۱۱    | ۱۱۵  | چاقوی جراحی        | رنگ روغن                        | کلاه ایمنی پلیس انگلیس   | محورهای یخ               |
| ۹–۱۲    | ۱۱۶  | بیکن               | آدم‌برفی                         | اتومبیل‌های لوکس (قسمت ۱) | اتومبیل‌های لوکس (قسمت ۲) |
| ۹–۱۳    | ۱۱۷  | انتقال خودکار      | مینیاتورهای نقره ای             | سبدهای بالون هوای گرم    | دارت                     |

### فصل ۱۰ (۲۰۰۷-۲۰۰۸)
| سری Ep. | قسمت | بخش A                   | بخش B                    | بخش C                      | بخش D                    |
| ------- | ---- | ----------------------- | ------------------------ | -------------------------- | ------------------------ |
| ۱۰–۰۱   | ۱۱۸  | آهن‌ربا                  | ژامبون پخته شده          | نقره ای - روکش قتلس        | آزمایش تست Crash         |
| ۱۰–۰۲   | ۱۱۹  | سنگ‌فرش                  | یخچال و فریزر            | خفاش‌های بیس بال آلومینیومی | شیشه Opalescent          |
| ۱۰–۰۳   | ۱۲۰  | سطح                     | هات داگ                  | دانه‌های ساینده             | سمباده                   |
| ۱۰–۰۴   | ۱۲۱  | بستنی رفتار می‌کند       | کلوپ های چوبی چوبی       | بال‌های هواپیما             | بازیافت باتری ماشین      |
| ۱۰–۰۵   | ۱۲۲  | پمپ‌های سوخت اتومبیل     | خفاش‌های کریکت            | تغییر ماشین آلات           | لوله آهنی انعطاف‌پذیر     |
| ۱۰–۰۶   | ۱۲۳  | بشکه های چوبی           | شیرهای آتشنشانی          | صندلی‌های اتومبیل           | لوله‌های کاتدی ری         |
| ۱۰–۰۷   | ۱۲۴  | فولاد ضدزنگ             | کلاه ایمنی فوتبال        | مجسمه‌های رزین              | ظروف آزمایشگاهی          |
| ۱۰–۰۸   | ۱۲۵  | کپسول‌های آتش‌نشانی       | دونات                    | کمک فنر                    | بانجو                    |
| ۱۰–۰۹   | ۱۲۶  | فرم‌های لباس             | پروانه قایق              | دوو                        | شیرآلات                  |
| ۱۰–۱۰   | ۱۲۷  | زنگ‌های برنز             | پروانه های هواپیمای چوبی | برقتس زغال چوب             | شومینه ورود به سیستم گاز |
| ۱۰–۱۱   | ۱۲۸  | مخروط بستنی             | تریلرهای چادر            | کفش لهستانی                | انبر                     |
| ۱۰–۱۲   | ۱۲۹  | طبل‌های حمل و نقل فولادی | سوت‌های پلیس              | اتومبیل قطار مینیاتوری     | بلوک‌های شیشه ای          |
| ۱۰–۱۳   | ۱۳۰  | چاقوی جیب               | محصولات صابون            | ترانسفورماتور قطب برقی     | برفی‌های سنتی             |

### فصل ۱۱ (۲۰۰۸)
| سری Ep. | قسمت | بخش A             | بخش B                  | بخش C                       | بخش D                       |
| ------- | ---- | ----------------- | ---------------------- | --------------------------- | --------------------------- |
| ۱۱–۰۱   | ۱۳۱  | دوربین شکاری      | جرقه                   | چکمه‌های لاستیکی             | تیغه اره مدور               |
| ۱۱–۰۲   | ۱۳۲  | مدلهای تشریحی     | جوک بوکس               | تراشه‌های تورتیلا            | شمع‌های جرقه ای              |
| ۱۱–۰۳   | ۱۳۳  | مدادها            | بازیافت فلز            | قهوه (قسمت ۱)               | قهوه (قسمت ۲)               |
| ۱۱–۰۴   | ۱۳۴  | جاولینز           | ساعت‌های فاخته          | قلب نخل                     | برف پاک کن                  |
| ۱۱–۰۵   | ۱۳۵  | شیشه فنی          | ماشین لباسشویی         | ورق بازی کردن               | کراس                        |
| ۱۱–۰۶   | ۱۳۶  | دوربین‌های سینمایی | تزئینات کریسمس شیشه ای | لاستیک‌های غول پیکر (قسمت ۱) | لاستیک‌های غول پیکر (قسمت ۲) |
| ۱۱–۰۷   | ۱۳۷  | میکروفون          | استخرهای گرم           | چمن مصنوعی                  | آبجو استینز                 |
| ۱۱–۰۸   | ۱۳۸  | میله‌های داغ       | تخم مرغ‌های تزئینی      | نازل شلنگ آتش‌نشانی          | بیس بال                     |
| ۱۱–۰۹   | ۱۳۹  | آکاردئونها        | آناناس                 | اتصالات مصنوعی (قسمت ۱)     | اتصالات مصنوعی (قسمت ۲)     |
| ۱۱–۱۰   | ۱۴۰  | دریچه‌های غول پیکر | ساردین                 | باروگرافی                   | پوشک یکبار مصرف             |
| ۱۱–۱۱   | ۱۴۱  | تیغه‌های اسکیت گرم | گلایدرها               | زنگ دست                     | شیلنگ آتش‌نشانی              |
| ۱۱–۱۲   | ۱۴۲  | Cooktops القایی   | مقیاس‌های کامیون        | ظروف Tetra Pak              | هارمونیک                    |
| ۱۱–۱۳   | ۱۴۳  | دستکش بیس بال     | الکترودهای پزشکی       | استتسون هات (قسمت ۱)        | استتسون هات (قسمت ۲)        |

### فصل ۱۲ (۲۰۰۸-۲۰۰۹)
| سری Ep. | قسمت | بخش A                   | بخش ب                 | بخش C                   | بخش D               |
| ------- | ---- | ----------------------- | --------------------- | ----------------------- | ------------------- |
| ۱۲–۰۱   | ۱۴۴  | آچار ضربه پنوماتیک      | سینک‌های مرمر کشت      | تراشه‌های چنار           | NASCAR سهام اتومبیل |
| ۱۲–۰۲   | ۱۴۵  | فک‌های زندگی             | درختان کریسمس مصنوعی  | کراکر سودا              | ضربات               |
| ۱۲–۰۳   | ۱۴۶  | دماسنج                  | مقیاس تولید کنید      | نقاشی هواپیما           | شکلات‌های لوکس       |
| ۱۲–۰۴   | ۱۴۷  | کاربراتور               | تهویه هوا             | شکر (قسمت ۱)            | شکر (قسمت ۲)        |
| ۱۲–۰۵   | ۱۴۸  | آچار ترکیبی             | Deli Meats            | ماشینهای گلف            | کشتی‌های هوایی       |
| ۱۲–۰۶   | ۱۴۹  | قطعات اتومبیل فیبر کربن | خشک کن دست            | نخ پلی استر بازیافت شده | پشم گوسفند          |
| ۱۲–۰۷   | ۱۵۰  | نشان‌های پلیس            | کلوچه                 | واشر اتومبیل            | فشارسنج             |
| ۱۲–۰۸   | ۱۵۱  | فلزیاب                  | روم                   | بازتولیدهای تیفانی      | موتورهای هواپیما    |
| ۱۲–۰۹   | ۱۵۲  | مورس سواری              | ذرت بو داده           | تختخواب قابل تنظیم      | الماس کشت شده       |
| ۱۲–۱۰   | ۱۵۳  | جریان هوا تریلر         | ترب کوهی              | صنعتی بخار بویلر        | دئودورانت           |
| ۱۲–۱۱   | ۱۵۴  | پیچ گوشتی               | لودرهای فشرده آهنگ    | مقیاس پزشک              | خفاش‌های فیبر کربن   |
| ۱۲–۱۲   | ۱۵۵  | پله برقی                | کولار کانو            | پنیر بز                 | جعبه‌های موسیقی دیسک |
| ۱۲–۱۳   | ۱۵۶  | موتورهای موتور سیکلت    | مجسمه‌های مینا شیشه ای | مقاله دست‌ساز            | قطب‌های طاق          |

### فصل ۱۳ (۲۰۰۹)
| سری Ep. | قسمت | بخش A                 | بخش B                 | بخش C                       | بخش D                          |
| ------- | ---- | --------------------- | --------------------- | --------------------------- | ------------------------------ |
| ۱۳–۰۱   | ۱۵۷  | چکش                   | پنیر سوییسی           | اسکیت‌های غلتکی              | مدادهای رنگی                   |
| ۱۳–۰۲   | ۱۵۸  | دوچرخه فیبر کربن      | محصولات خون           | لوسترهای فرفورژه            | قلم‌های توپ                     |
| ۱۳–۰۳   | ۱۵۹  | چاقوهای ارتش سوئیس    | پخش کننده پیانو رولز  | مخازن نفت                   | چرخ‌های مسابقه ای               |
| ۱۳–۰۴   | ۱۶۰  | توپ‌های بولینگ         | آرایشگران لهستانی     | نمد                         | اسلحه‌های راداری                |
| ۱۳–۰۵   | ۱۶۱  | اتصالات لوله مس       | جعبه‌های موسیقی سیلندر | فلفل میلز                   | ستون‌های فرمان هدایت داغ        |
| ۱۳–۰۶   | ۱۶۲  | چرخ دنده‌ها            | بندهای چرمی           | ظروف ویتریل                 | قیچی آشپزخانه                  |
| ۱۳–۰۷   | ۱۶۳  | اجاق گاز فشار         | پرندگان آواز مکانیکی  | شناورهای اقیانوس‌شناسی       | تریلر مخزن از جنس استنلس استیل |
| ۱۳–۰۸   | ۱۶۴  | قایق‌های آلومینیومی    | شاخهای آلپ            | ساعتهای لوکس (قسمت ۱)       | ساعتهای لوکس (قسمت ۲)          |
| ۱۳–۰۹   | ۱۶۵  | وسایل نقلیه همه زمینی | اسکی آلپ              | برش‌های لیزری                | مجسمه‌های مرمر                  |
| ۱۳–۱۰   | ۱۶۶  | مجموعه سوکت           | کفش چرمی              | بطری‌های آب آلومینیومی       | زنجیرهای دوچرخه                |
| ۱۳–۱۱   | ۱۶۷  | مجسمه‌های چوبی حک شده  | تختخواب               | زنگ گاو                     | قلم چشمه                       |
| ۱۳–۱۲   | ۱۶۸  | روغن زیتون            | کامیون‌های آسانسور     | حلقه‌های نورد بدون درز       | چکمه‌های اسکی                   |
| ۱۳–۱۳   | ۱۶۹  | وسایل آشپزی حرفه ای   | جعبه‌های تزئینی لوکس   | بخاری‌های آب با راندمان بالا | اسکوتر                         |

### فصل ۱۴ (۲۰۰۹–۲۰۱۰)
| سری Ep. | قسمت | بخش A                         | بخش ب             | بخش C                      | بخش D                       |
| ------- | ---- | ----------------------------- | ----------------- | -------------------------- | --------------------------- |
| ۱۴–۰۱   | ۱۷۰  | موتور سیکلت مینی GP           | کوکی‌های شکل       | جعبه ابزار                 | خم‌های لوله                  |
| ۱۴–۰۲   | ۱۷۱  | غربی هفت تیر کپی              | مربیان قوس        | کوره‌های روغنی استفاده شده  | برش‌های گیاهی و برش پیتزا    |
| ۱۴–۰۳   | ۱۷۲  | کلوپ‌های گلف فلزی              | کلوچه             | سیم و کابل‌های سفارشی       | چرخ‌های قطار                 |
| ۱۴–۰۴   | ۱۷۳  | بادبان                        | گردو              | بی حرکت کننده چرخ (Boot)   | پانل‌های ساختاری لانه زنبوری |
| ۱۴–۰۵   | ۱۷۴  | گشت و گذار                    | استیکرها          | کوکی‌های ساندویچ            | کاشی‌های بام بتونی           |
| ۱۴–۰۶   | ۱۷۵  | عینک اسکی                     | جرثقیل برج        | مجسمه‌های چینی              | موتورهای دیزلی              |
| ۱۴–۰۷   | ۱۷۶  | زیتون‌های پر شده               | فضانوردان         | زین‌های غربی (قسمت ۱)       | زین‌های غربی (قسمت ۲)        |
| ۱۴–۰۸   | ۱۷۷  | کفش‌های سفارشی در حال اجرا     | محورها            | مسابقه کارتس               | لوازم متحرک                 |
| ۱۴–۰۹   | ۱۷۸  | هدفون                         | تنظیم کننده غواصی | لامپهای بازتابنده (قسمت ۱) | لامپهای بازتابنده (قسمت ۲)  |
| ۱۴–۱۰   | ۱۷۹  | پرواز قرقره‌های ماهیگیری       | رنگ خانه          | بافندگی بافندگی            | یخ سازان                    |
| ۱۴–۱۱   | ۱۸۰  | مداد گرافیت منجر می‌شود        | کلارینت           | جلوه‌های ویژه (قسمت ۱)      | جلوه‌های ویژه (قسمت ۲)       |
| ۱۴–۱۲   | ۱۸۱  | قایقهای هوایی                 | پیازها            | چاپ فلزی سه بعدی           | درب‌های کابینت خمیده         |
| ۱۴–۱۳   | ۱۸۲  | قلم‌های Ballpoint قابل جمع شدن | نمک خورشیدی       | Tubas (قسمت ۱)             | Tubas (قسمت ۲)              |

### فصل ۱۵ (۲۰۱۰)
| سری Ep. | قسمت | بخش A            | بخش B                   | بخش C                                 | بخش D                                 |
| ------- | ---- | ---------------- | ----------------------- | ------------------------------------- | ------------------------------------- |
| ۱۵–۰۱   | ۱۸۳  | خاویار کلپ       | قایقهای بادبانی لوکس    | تاج دندانپزشکی                        | موتورهای با کارایی بالا               |
| ۱۵–۰۲   | ۱۸۴  | کیف‌های چرمی      | گرد و غبارها            | ویسکی ذرت                             | مسابقه کشیدن چنگال                    |
| ۱۵–۰۳   | ۱۸۵  | ریل قطار         | آب نمک زدایی            | ویلچرهای مسابقه ای                    | پارکت                                 |
| ۱۵–۰۴   | ۱۸۶  | شبیه‌ساز پرواز    | حسابداری سنتی           | گوجه فرنگی گلخانه ای                  | کرکره‌های اثبات شونده طوفان            |
| ۱۵–۰۵   | ۱۸۷  | سس ووسترشر       | کاسه چمن                | جت‌های مدل کنترل شده با رادیو (قسمت ۱) | جت‌های مدل کنترل شده با رادیو (قسمت ۲) |
| ۱۵–۰۶   | ۱۸۸  | لوله‌های          | Rock Climbing Gear      | زین‌های دوچرخه چرمی                    | اتومبیل‌های لوکس اسپرت                 |
| ۱۵–۰۷   | ۱۸۹  | غذاهای ماکت      | ضسبنسرس مخروط           | اسبهای تکان دهنده                     | تاکسی‌های لندن                         |
| ۱۵–۰۸   | ۱۹۰  | مبلمان مینیاتوری | لوکوموتیو بخار باغ      | هاورکرفت                              | دوچرخه تاشو                           |
| ۱۵–۰۹   | ۱۹۱  | اره‌های متقاطع    | هاگیس                   | سلاح‌های جمع‌آوری شده (قسمت ۱)          | سلاح‌های جمع‌آوری شده (قسمت ۲)          |
| ۱۰–۱۰   | ۱۹۲  | کیف تمساح        | قفسه‌ها                  | هواپیماهای نیمکت                      | گسترش پذیر ضبط پرواز                  |
| ۱۵–۱۱   | ۱۹۳  | چنگ زدن          | طعم دهنده‌ها             | سورتمه سگ                             | کفش ورزشی                             |
| ۱۲–۱۲   | ۱۹۴  | انقباض طناب      | ماشین‌های اسپرت چوب فریم | سوشی (قسمت ۱)                         | سوشی (قسمت ۲)                         |
| ۱۵–۱۳   | ۱۹۵  | کیف پول چرمی     | شاخ فرانسوی             | سس سویا                               | اتومبیل‌های سواری کودکان               |

### فصل ۱۶ (۲۰۱۰–۲۰۱۱)
| سری Ep. | قسمت | بخش A                           | بخش B              | بخش C                    | بخش D                    |
| ------- | ---- | ------------------------------- | ------------------ | ------------------------ | ------------------------ |
| ۱۶–۰۱   | ۱۹۶  | Millefiori شیشه ای Paperweights | نمک جاده           | مواد مغذی                | درب اتومبیل              |
| ۱۶–۰۲   | ۱۹۷  | تیغ مستقیم                      | پودینگ سیاه و سفید | چرخ‌های فرمان             | رنگدانه‌های معدنی         |
| ۱۶–۰۳   | ۱۹۸  | ظروف چدنی                       | بیودیزل            | چوب لباسی مخصوص لباس     | عایق پشم سنگ             |
| ۱۶–۰۴   | ۱۹۹  | سوزن و سنجاق                    | قالبهای معماری     | لوکوموتیو                | لباس                     |
| ۱۶–۰۵   | ۲۰۰  | شیشه فلزی                       | غذای ماهی          | موتورهای خانگی (قسمت ۱)  | موتورهای خانگی (قسمت ۲)  |
| ۱۶–۰۶   | ۲۰۱  | وسایل جراحی                     | سس گوجه            | اتوبوس‌های دو طبقه        | چوبهای راه رفتن          |
| ۱۶–۰۷   | ۲۰۲  | لوله‌های خلاء صوتی               | میله‌های سبک        | هواپیمای مدل چوب         | درام‌های اسلحه فلزی       |
| ۱۶–۰۸   | ۲۰۳  | لوازم آشپزخانه                  | خلاهای مرکزی       | حیوانات Papier-Mâché     | سیلندرهای هیدرولیک       |
| ۱۶–۰۹   | ۲۰۴  | لیوان‌های خاک رس                 | مرغ دلی مرغ        | موتورهای NASCAR (قسمت ۱) | موتورهای NASCAR (قسمت ۲) |
| ۱۶–۱۰   | ۲۰۵  | دندانپزشکی دیجیتال              | ناخن کلیپرز        | ترمیم پوستر              | روغن کانولا              |
| ۱۶–۱۱   | ۲۰۶  | دماسنج شماره‌گیری                | حمص                | مخازن سوخت را خرج کرد    | نی سمبروس                |
| ۱۶–۱۲   | ۲۰۷  | تکیلا                           | آبراه‌ها            | فلیپ فلاپ                | نقره                     |
| ۱۶–۱۳   | ۲۰۸  | سیلندرهای پروپان کامپوزیت       | سالسا              | آسیاب‌های بادی پمپاژ آب   | اژدها                    |

### فصل ۱۷ (۲۰۱۱)
| سری Ep. | قسمت | بخش A                | بخش B                   | بخش C                           | بخش D                           |
| ------- | ---- | -------------------- | ----------------------- | ------------------------------- | ------------------------------- |
| ۱۷–۰۱   | ۲۰۹  | Sombreros تزئینی     | سس سالاد و ماریناد      | تفنگ‌های کلاه                    | پزشکی ترمیمی                    |
| ۱۷–۰۲   | ۲۱۰  | پنیر گریتس           | سس تند                  | جواهرات نقره                    | صندلی‌های سنتی مکزیک             |
| ۱۷–۰۳   | ۲۱۱  | تماس‌های بازی         | مایونز                  | تیغ‌های تیغ سنتی                 | تیغه‌های ایمنی پروانه            |
| ۱۷–۰۴   | ۲۱۲  | چیپس ذرت             | میل لنگ و میل بادامک    | هواپیماهای بوش                  | چرخ‌های دوچرخه آلومینیومی        |
| ۱۷–۰۵   | ۲۱۳  | تاشو کایاکس          | پیاتاتاس                | کامیون‌های زباله                 | دیسک‌های ترمز کامپوزیت کامپوزیت  |
| ۱۷–۰۶   | ۲۱۴  | ویفر نورد            | گلوله‌های چوبی           | حلقه‌های کلاس و قهرمانی (قسمت ۱) | حلقه‌های کلاس و قهرمانی (قسمت ۲) |
| ۱۷–۰۷   | ۲۱۵  | اسکیت سرعت           | لاستیک مصنوعی           | دانه‌های کاکائو                  | شکلات فله                       |
| ۱۷–۰۸   | ۲۱۶  | چرخ‌های فرمان سفارشی  | خطوط سوخت هوافضا        | کیک سیب                         | رادیاتورهای خانگی               |
| ۱۷–۰۹   | ۲۱۷  | شلاق                 | سازندگان پیتزا اتوماتیک | مخروط‌های بخور                   | موتورهای جت مدل                 |
| ۱۷–۱۰   | ۲۱۸  | سنگهای قیمتی هدر     | فیلم فوری               | چغندر قند                       | راه اندازهای برقی               |
| ۱۷–۱۱   | ۲۱۹  | روبات‌های زیر آب      | لازانیا                 | اره‌های باند                     | اسکی و پیاده‌روی لهستانی‌ها       |
| ۱۷–۱۲   | ۲۲۰  | پرتوهای چوب چند لایه | وسایل نقلیه کمکی ورزشی  | گیاهی برگر                      | Augers چوب خسته کننده           |
| ۱۷–۱۳   | ۲۲۱  | توربوشارژرها         | انجیلادها               | ساعت (قسمت ۱)                   | ساعت (قسمت ۲)                   |

### فصل ۱۸ (۲۰۱۱–۲۰۱۲)
| سری Ep. | قسمت | بخش A                   | بخش B               | بخش C                          | بخش D                       |
| ------- | ---- | ----------------------- | ------------------- | ------------------------------ | --------------------------- |
| ۱۸–۰۱   | ۲۲۲  | پانل‌های شیشه ای طرح دار | موارد جاده          | انیمیشن Stop-Frame (قسمت ۱)    | انیمیشن Stop-Frame (قسمت ۲) |
| ۱۸–۰۲   | ۲۲۳  | طناب‌های سیم صنعتی       | دیوارهای زندگی      | دوربین‌های با فرمت بزرگ         | سنگهای قیمتی                |
| ۱۸–۰۳   | ۲۲۴  | سکه‌های شکلات            | سیستم گرمایش کف     | ماشین‌های پدال                  | شمشیرهای لاتکس              |
| ۱۸–۰۴   | ۲۲۵  | خاویار مزرعه            | مصرف منیفولد        | کاپشن‌های موتور سیکلت           | بیل و قلمه                  |
| ۱۸–۰۵   | ۲۲۶  | ارقام موم               | سایبان              | ساندویچ کراکر                  | ترکیب قلع و سرب Tankards    |
| ۱۸–۰۶   | ۲۲۷  | پاک کننده‌های لوله ای    | پنیر آبی استیلتون   | کنتورهای برقی هوشمند           | تلسکوپ                      |
| ۱۸–۰۷   | ۲۲۸  | ماکت‌های ماهی            | سیستمهای آژیر       | ساندویچهای از پیش بسته‌بندی شده | شمعدان                      |
| ۱۸–۰۸   | ۲۲۹  | پودینگ تاپیوکا          | گاوآهن برفی         | دست و پا زدن قایق              | فیبر سیمان جانبداری         |
| ۱۸–۰۹   | ۲۳۰  | اتومبیل رالی            | پای گوشت خوک        | چشمه شناور                     | زیور آلات سنگ مصنوعی        |
| ۱۸–۱۰   | ۲۳۱  | دکمه سر دست             | گردش مالی زغال اخته | داشبورد                        | رس وسایل سفال               |
| ۱۸–۱۱   | ۲۳۲  | بسته‌های تاول دارویی     | Deli Slicers        | صدف                            | آب و هوا                    |
| ۱۸–۱۲   | ۲۳۳  | کلاه‌های برتر و بولر     | بخاری‌های خورشیدی    | نان‌های مهم                     | بلندگوهای الکترواستاتیک     |
| ۱۸–۱۳   | ۲۳۴  | تورنت                   | موتور بخار          | تجهیزات زمین بازی              | وسایل آشپزی نچسب            |

### فصل ۱۹ (۲۰۱۲)
| سری Ep. | قسمت | بخش A              | بخش B                | بخش C                     | بخش D                                |
| ------- | ---- | ------------------ | -------------------- | ------------------------- | ------------------------------------ |
| ۱۹–۰۱   | ۲۳۵  | چنگال‌های باغ       | تافی انگلیسی         | کارت‌های تراشه را رنگ کنید | هستند Bundt موارد مصرف شبکه‌های خصوصی |
| ۱۹–۰۲   | ۲۳۶  | فلاسک‌های پی ویتر   | سالاد سیب زمینی      | سلول‌های سوخت هیدروژن      | نمای سایدینگ چوب                     |
| ۱۹–۰۳   | ۲۳۷  | چادرهای دیواری بوم | لوله‌های صلح          | غلات گندم خرد شده         | توپ                                  |
| ۱۹–۰۴   | ۲۳۸  | رباتیک شکار طعمه   | گوجه فرنگی کنسرو شده | صفحه امتیازات             | لاسوس                                |
| ۱۹–۰۵   | ۲۳۹  | چمن                | گوشت گاو             | نخ چوب                    | پین‌های بولینگ                        |
| ۱۹–۰۶   | ۲۴۰  | چند ابزار          | روغن جوجوبا          | Marionettes (قسمت ۱)      | Marionettes (قسمت ۲)                 |
| ۱۹–۰۷   | ۲۴۱  | طعمه‌های ماهی       | دیجیتالی شدن فیلم    | اجاق گاز سیلندر           | قطب‌های بتونی سبک                     |
| ۱۹–۰۸   | ۲۴۲  | دوچرخه بامبو       | اره برقی هنر         | خوشبوکننده نفس            | دستی موتورسیکلت                      |
| ۱۹–۰۹   | ۲۴۳  | شام                | مخازن ترمز هوا       | غلات یخ زده               | فسیل                                 |
| ۱۹–۱۰   | ۲۴۴  | خشت                | آلو حفره دار         | چرخش                      | لاستیکهای پلی اورتان                 |
| ۱۹–۱۱   | ۲۴۵  | Tasers             | سوپ کنسرو شده        | آرواره‌های فک و دهان       | تخته‌های غواصی                        |
| ۱۹–۱۲   | ۲۴۶  | فرشهای ناجا        | نفت خام              | کالئیدوسکوپ               | کاشت دندان دندان تیتانیوم            |
| ۱۹–۱۳   | ۲۴۷  | قلم‌های فضایی       | آکواریوم‌های صخره ای  | صندوق‌های فلزی             | چرخ‌های دوچرخه کامپوزیت               |

### فصل ۲۰ (۲۰۱۲–۲۰۱۳)
| سری Ep. | قسمت | بخش A              | بخش B                        | بخش C                     | بخش D                    |
| ------- | ---- | ------------------ | ---------------------------- | ------------------------- | ------------------------ |
| ۲۰–۰۱   | ۲۴۸  | طبل‌های شفابخش بومی | کشمش                         | بینندگان استریوسکوپی      | میکروفن روبان            |
| ۲۰–۰۲   | ۲۴۹  | اسب بیت            | غلات جو دوسر                 | جواهرات فیروزه ای         | اسکوتر برقی              |
| ۲۰–۰۳   | ۲۵۰  | ناخن نیپرز         | جید پاترز                    | سرو یخ                    | اسکی روی آب              |
| ۲۰–۰۴   | ۲۵۱  | راه راه            | بازتاب دهنده‌های جاده         | ظروف سفالی آتش            | مخازن موتور سیکلت سفارشی |
| ۲۰–۰۵   | ۲۵۲  | لوله‌های خشت ماکت   | نوشیدن چشمه                  | آب نارنج                  | کمانهای مرکب             |
| ۲۰–۰۶   | ۲۵۳  | بافت               | تریلرهای مسافرتی             | دمپایی                    | کلاه ایمنی موتور سیکلت   |
| ۲۰–۰۷   | ۲۵۴  | قفل U              | تپه‌ها                        | شیرینی‌های رولتی           | توشه نورد                |
| ۲۰–۰۸   | ۲۵۵  | مقدمات             | خانه‌های ساخته شده از کارخانه | فلوت چوب                  | لاستیک‌های دوچرخه         |
| ۲۰–۰۹   | ۲۵۶  | نازک شدن قیچی      | چرخ‌های واگن                  | شیرینی توستر              | کمان ویولن               |
| ۲۰–۱۰   | ۲۵۷  | لوله‌های چدنی       | عروسک‌های هوپی کاچینا         | بازسازی موتور کامیون معدن | کارتهای حافظه            |
| ۲۰–۱۱   | ۲۵۸  | کفش دوچرخه سواری   | یورت‌ها                       | تخته سه لا دریایی         | روغن و رنگ محوطه ای      |
| ۲۰–۱۲   | ۲۵۹  | پنکه‌های کاغذی      | روغن گردو                    | مس (قسمت ۱)               | مس (قسمت ۲)              |
| ۲۰–۱۳   | ۲۶۰  | رشته‌های روده       | غرق                          | کمربند کمربند             | قفل اهرمی                |

### فصل ۲۱ (۲۰۱۳)
| سری Ep. | قسمت | بخش A                 | بخش B                 | بخش C                            | بخش D                            |
| ------- | ---- | --------------------- | --------------------- | -------------------------------- | -------------------------------- |
| ۲۱–۰۱   | ۲۶۱  | دستکش‌های لاستیکی      | منبت صابون            | کابینت هواپیما                   | قفل ترمز موتورسیکلت              |
| ۲۱–۰۲   | ۲۶۲  | شاخ پودر              | قالب‌های دست‌ساز        | پیروگی‌ها                         | لوله‌های داخلی                    |
| ۲۱–۰۳   | ۲۶۳  | توری                  | ماکت‌های قاب عتیقه     | ارکیده                           | توپی‌های چرخ یک چرخه              |
| ۲۱–۰۴   | ۲۶۴  | هارد اکسترنال         | میگو منجمد            | جعبه برنج تایلندی                | دستمال توالت                     |
| ۲۱–۰۵   | ۲۶۵  | چای                   | فینال سقف             | گل مصنوعی                        | چرخ آلیاژ                        |
| ۲۱–۰۶   | ۲۶۶  | کلاه‌های ژل            | سواران زمین بازی بهار | پنکیک منجمد                      | لاستیک طبیعی                     |
| ۲۱–۰۷   | ۲۶۷  | چترهای کاغذی          | ذغال سنگ              | صندلی‌های هواپیما                 | Urmes Cremation                  |
| ۲۱–۰۸   | ۲۶۸  | قوطی‌های آلومینیومی    | کاسه‌های چوبی استوایی  | ون‌های قابل دسترسی با ویلچر       | ماریامباس                        |
| ۲۱–۰۹   | ۲۶۹  | صندلی‌های ماشین Indy   | گل‌های کاغذی           | ژنراتورهای آماده به کار (قسمت ۱) | ژنراتورهای آماده به کار (قسمت ۲) |
| ۲۱–۱۰   | ۲۷۰  | جایگزینی زانوی سفارشی | چشمه‌های برگ           | روغن اسانس اسطوخودوس             | پرچ و ابزار پرچ                  |
| ۲۱–۱۱   | ۲۷۱  | اجاق گاز چدنی         | هواپیمای اولترا لایت  | دامادهای برفی                    | باند لاستیکی                     |
| ۲۱–۱۲   | ۲۷۲  | صندلی‌های آرایشگر      | پمپ فاضلاب            | برترین قایق‌های بنیامین           | فیلترهای دیزل                    |
| ۲۱–۱۳   | ۲۷۳  | لاستیک‌های ماشین       | ابریشم                | حفاظت از هنر                     | مخازن غواصی                      |

### فصل ۲۲ (۲۰۱۳–۲۰۱۴)
| سری Ep. | قسمت | بخش A                             | بخش B                 | بخش C                    | بخش D                      |
| ------- | ---- | --------------------------------- | --------------------- | ------------------------ | -------------------------- |
| ۲۲–۰۱   | ۲۷۴  | وسایل نقلیه ایستاده برقی (Segway) | میوه یخ زده           | سواحل آبجو               | دستگیره درب جعلی           |
| ۲۲–۰۲   | ۲۷۵  | سنگ‌شکن‌ها                          | لامپ‌های پارچه ای      | آبپاش‌های کیک             | آیرونز بخار                |
| ۲۲–۰۳   | ۲۷۶  | چرخ‌های فرمان ایندی                | سالاد مخلوط           | توربین‌های بادی (قسمت ۱)  | توربین‌های بادی (قسمت 2)    |
| ۲۲–۰۴   | ۲۷۷  | درهای انفجار                      | رژ لب                 | نخل‌های مصنوعی            | پلاک‌های برنجی              |
| ۲۲–۰۵   | ۲۷۸  | فیبر کربن                         | ترمیم قاب عتیقه       | جابجایی ریلی             | زیور آلات هود              |
| ۲۲–۰۶   | ۲۷۹  | ساوهورها و جعبه ابزار             | سراب پپس              | اتوبوس‌های مدرسه (قسمت ۱) | اتوبوس‌های مدرسه (قسمت ۲)   |
| ۲۲–۰۷   | ۲۸۰  | ساندرز                            | مدل‌های جامد زمین      | گچ                       | درهای رولینگ با سرعت بالا  |
| ۲۲–۰۸   | ۲۸۱  | شیشه فشرده شده                    | کلاه‌های وانت          | نخ آلپاکا                | چاقوی ابزار                |
| ۲۲–۰۹   | ۲۸۲  | زندگی ریخته‌گری                    | Cooktops Downdraft    | فشرده سازی حسنه          | موتورسیکلت برقی            |
| ۲۲–۱۰   | ۲۸۳  | موتور سیکلت                       | نان تست منجمد فرانسوی | کمپرسورهای یخچال         | شارژرهای فوق‌العاده         |
| ۲۲–۱۱   | ۲۸۴  | پرانتز زانو سفارشی                | تهویه مطبوع داکت      | فیلم پنجره               | سیستم‌های اگزوز موتور سیکلت |
| ۲۲–۱۲   | ۲۸۵  | درایوهای حالت جامد                | سایه چشم              | کرایه تاکسی              | چکش مرده                   |
| ۲۲–۱۳   | ۲۸۶  | لاستیک‌های کشنده                   | یخ زدگی               | اسکله شناور              | لوله‌های مارپیچی            |

### فصل ۲۳ (۲۰۱۴)
| سری Ep. | قسمت | بخش A                            | بخش B                   | بخش C                         | بخش D                         |
| ------- | ---- | -------------------------------- | ----------------------- | ----------------------------- | ----------------------------- |
| ۲۳–۰۱   | ۲۸۷  | سنسورهای حرکت                    | کمربند کمربند           | پرورش قرقاول                  | کلاه غواصی                    |
| ۲۳–۰۲   | ۲۸۸  | لامپهای Rawhide                  | کوکی‌های تراشه شکلات     | اسکنر MRI (قسمت ۱)            | اسکنر MRI (قسمت ۲)            |
| ۲۳–۰۳   | ۲۸۹  | دیوارهای مانع نویز               | واشر جلو                | مشروب بربون                   | تابلوهای مدار قابل انعطاف     |
| ۲۳–۰۴   | ۲۹۰  | روابط پل راه‌آهن                  | فیلترهای غشایی          | درایورهای پست هیدرولیک        | هواپیماهای دوطرفه             |
| ۲۳–۰۵   | ۲۹۱  | لباسشویی بیمارستان               | ترمیم ابزار برنج        | ماکت اسب                      | خاکبرداری                     |
| ۲۳–۰۶   | ۲۹۲  | شومینه‌های سرامیکی                | مصنوعی با چوب پنبه بستن | اسلب کف طبقه پارکینگ (قسمت ۱) | اسلب کف طبقه پارکینگ (قسمت ۲) |
| ۲۳–۰۷   | ۲۹۳  | سنسور فشار روغن                  | چاپ با فرمت بزرگ        | شبیه‌ساز تجهیزات سنگین         | محدود کردن سر و گردن          |
| ۲۳–۰۸   | ۲۹۴  | مراحل کنسرت موبایل               | ریمل                    | ماینرهای پیوسته               | جعبه‌های هدیه چوب              |
| ۲۳–۰۹   | ۲۹۵  | اجساد ماشین ناسکار               | هورلی استیک             | تقویت کننده‌های قدرت لوله      | گلدان‌های قهوه حرارتی          |
| ۲۳–۱۰   | ۲۹۶  | ایستگاه‌های شارژ وسایل نقلیه برقی | گراپا                   | Replicas قمری (قسمت ۱)        | Replicas قمری (قسمت ۲)        |
| ۲۳–۱۱   | ۲۹۷  | کاشی تخته سنگ                    | چرخ دستی‌های هات داگ     | درب‌های گاراژ                  | صندلی‌های دوچرخه               |
| ۲۳–۱۲   | ۲۹۸  | چرم‌های مسابقه ای                 | برجهای خنک‌کننده تبخیری  | صندلی‌های چوبی سنگی            | چرخ‌های سیم                    |
| ۲۳–۱۳   | ۲۹۹  | دوچرخه کوهستان                   | برنج                    | تفنگ‌های اکشن اهرمی (قسمت ۱)   | تفنگ‌های اکشن اهرمی (قسمت ۲)   |

### فصل ۲۴ (۲۰۱۴-۲۰۱۵)
| سری Ep. | قسمت | بخش A                | بخش B                  | بخش C                            | بخش D                            |
| ------- | ---- | -------------------- | ---------------------- | -------------------------------- | -------------------------------- |
| ۲۴–۰۱   | ۳۰۰  | سونا                 | آسانسور ویلچر          | Dioramas (قسمت ۱)                | Dioramas (قسمت ۲)                |
| ۲۴–۰۲   | ۳۰۱  | لامپهای نفتی         | نعناع شکلات            | گرمایش در زیر کف                 | بالش                             |
| ۲۴–۰۳   | ۳۰۲  | پیانوس عمودی         | پرچم‌ها                 | خلاء مرطوب یا خشک                | محورهای قرون وسطایی              |
| ۲۴–۰۴   | ۳۰۳  | کپی‌های اسکلتی        | سطل و سرور یخ          | صندلی‌های ناهار خوری              | استخرهای زیرزمینی                |
| ۲۴–۰۵   | ۳۰۴  | درهای کشویی اتوماتیک | جین                    | ترمیم سلاح گرم (قسمت ۱)          | ترمیم سلاح گرم (قسمت ۲)          |
| ۲۴–۰۶   | ۳۰۵  | چراغ غواصی غواصی     | صندل‌های قابل تعویض     | مسابقه شبیه‌ساز اتومبیل           | درهای فایبرگلاس                  |
| ۲۴–۰۷   | ۳۰۶  | پنجره‌های چوبی        | پارچه کشمیر بافته شده  | ماشین آلات بازیافت پلاستیک       | شیشه معماری                      |
| ۲۴–۰۸   | ۳۰۷  | کباب‌های گاز          | پد تشک                 | پروتز گوش (قسمت ۱)               | پروتز گوش (قسمت ۲)               |
| ۲۴–۰۹   | ۳۰۸  | اسکیت بازیافتی       | شیرینی بافته           | تریلرهای ساختمانی                | وایزینگ فلز                      |
| ۲۴–۱۰   | ۳۰۹  | سنگهای پلاسما        | جلوه‌های ویژه برف       | ترمیم پیانو (قسمت ۱)             | ترمیم پیانو (قسمت ۲)             |
| ۲۴–۱۱   | ۳۱۰  | دوچرخه برقی ۳ چرخ    | کرم پوست               | بخاری پاسیو                      | چرخ‌های گفتگوی چوبی               |
| ۲۴–۱۲   | ۳۱۱  | Old West Holsters    | مسکن‌های ویدئویی زیر آب | نوشیدنی سویا                     | صاف کننده‌های ناخن حیوان خانگی    |
| ۲۴–۱۳   | ۳۱۲  | درب‌های گاراژ چوب     | نمک پاش                | دایناسورهای Animatronic (قسمت ۱) | دایناسورهای Animatronic (قسمت ۲) |

### فصل ۲۵ (۲۰۱۵)
| سری Ep. | قسمت | بخش A                      | بخش B                    | بخش C                             | بخش D                             |
| ------- | ---- | -------------------------- | ------------------------ | --------------------------------- | --------------------------------- |
| ۲۵–۰۱   | ۳۱۳  | جوایز گرمی                 | چراغهای دوچرخه           | استخرهای فوق زمین                 | پانل‌های خورشیدی تاشو              |
| ۲۵–۰۲   | ۳۱۴  | چراغهای صحنه               | آب سیب                   | تریلرهای مخزن شیمیایی             | کفهای سنگی زینتی                  |
| ۲۵–۰۳   | ۳۱۵  | منطقه ماهیگیری             | میکسرهای صنعتی           | جوش شیرین طبیعی                   | کامیون‌ها                          |
| ۲۵–۰۴   | ۳۱۶  | مخزن ذخیره‌سازی             | فن‌های صنعتی              | کاغذ پوستی                        | بالا رفتن از دیوارها              |
| ۲۵–۰۵   | ۳۱۷  | دیوارهای بتونی پیش ساخته   | چاپگرهای سه بعدی         | جرثقیل‌های تلسکوپی                 | مشعل لامپ نفت سفید                |
| ۲۵–۰۶   | ۳۱۸  | چراغهای جلو اتومبیل        | دریل جهت دار             | شانه‌های حیوان خانگی               | ترمیم شیشه رنگی                   |
| ۲۵–۰۷   | ۳۱۹  | اسکی دست‌ساز                | مخازن سپتیک              | قطعات شاسی Hydroformed            | آکواریوم ویندوز                   |
| ۲۵–۰۸   | ۳۲۰  | ترمزهای زیپ خط             | لامپهای فیبر ابریشمی     | Balers گرد                        | کفش راحتی                         |
| ۲۵–۰۹   | ۳۲۱  | وسایل زرهی                 | ساختمانهای پارچه ای تنشی | سلطان                             | بزرگنمایی مجسمه                   |
| ۲۵–۱۰   | ۳۲۲  | سیستم تعلیق دوچرخه کوهستان | بخیه‌های جراحی            | خشک کن‌های دانه ای                 | ماهی تابه                         |
| ۲۵–۱۱   | ۳۲۳  | اتصال اسکی Downhill        | واشر قطعات غوطه وری      | تهویه معدن                        | مداد تراش                         |
| ۲۵–۱۲   | ۳۲۴  | خانه‌های زنجبیل             | تریلر دام                | درهای آویز پایین نورد             | شکل‌های اسباب بازی                 |
| ۲۵–۱۳   | ۳۲۵  | قطب‌های سیگنال ترافیکی      | فیلترهای قهوه            | ماشین آلات معدن اره برقی (قسمت ۱) | ماشین آلات معدن اره برقی (قسمت ۲) |

### فصل ۲۶ (۲۰۱۵-۲۰۱۶)
| سری Ep. | قسمت | بخش A                 | بخش B                   | بخش C                         | بخش D                         |
| ------- | ---- | --------------------- | ----------------------- | ----------------------------- | ----------------------------- |
| ۲۶–۰۱   | ۳۲۶  | قفل تأخیر در زمان     | قهوه ای                 | ضسبنسرس پالت                  | لوسترهای کریستالی             |
| ۲۶–۰۲   | ۳۲۷  | سیم مهره              | Mini Pepperoni          | آبپاش‌های آبیاری               | دستکش‌های چرمی                 |
| ۲۶–۰۳   | ۳۲۸  | شیشه پنجره دمیده دهان | پمپ‌های آب               | منظور                         | موچین                         |
| ۲۶–۰۴   | ۳۲۹  | ترمیم مجسمه           | سه‌پایه                  | کالباس‌های لهستانی             | اسلحه‌های جوشکاری              |
| ۲۶–۰۵   | ۳۳۰  | شامپاین               | دستگاه‌های خودپرداز      | توربوشارژرهای دریایی (قسمت ۱) | توربوشارژرهای دریایی (قسمت ۲) |
| ۲۶–۰۶   | ۳۳۱  | فولادهای برش خورده    | پمپ‌های مثانه            | تخته اتو                      | دست و پا کایاک                |
| ۲۶–۰۷   | ۳۳۲  | هود و فویل شامپاین    | سیستم‌های تحویل پنوماتیک | دستگاه‌های اسپرسو              | کوره‌های پیتزا                 |
| ۲۶–۰۸   | ۳۳۳  | درهای استیل و ریلی    | پاک کننده‌های بخار       | پیتزا دست‌ساز                  | برس قدرت                      |
| ۲۶–۰۹   | ۳۳۴  | کاستورهای صنعتی       | کیک عروسی               | طیف‌سنج‌های Therhertz           | مسابقه Catamarans             |
| ۲۶–۱۰   | ۳۳۵  | کوره‌های سرامیکی       | دستگاه‌های پانچ پنوماتیک | فواره‌های جت آب                | تخته‌های چوبی توخالی           |
| ۲۶–۱۱   | ۳۳۶  | صفحات معدن ارتعاشی    | پای Whoopie             | قطب‌های چوبی                   | نوار نقاله غلتکی              |
| ۲۶–۱۲   | ۳۳۷  | دوچرخه تمرینی         | خمیر کورنیایی           | سازندگان ماکارونی             | محصولات تخته سنگ              |
| ۲۶–۱۳   | ۳۳۸  | علائم کانال           | لباسهای زنانه           | هواپیمای آلومینیومی (قسمت ۱)  | هواپیمای آلومینیومی (قسمت ۲)  |

### فصل ۲۷ (۲۰۱۶)
| سری Ep. | قسمت | بخش A                        | بخش B                             | بخش C                           | بخش D                           |
| ------- | ---- | ---------------------------- | --------------------------------- | ------------------------------- | ------------------------------- |
| ۲۷–۰۱   | ۳۳۹  | ماشین آلات مونتاژ CNC        | تارت لیمو                         | چهره‌های جنگ مینیاتوری (قسمت ۱)  | چهره‌های جنگ مینیاتوری (قسمت ۲)  |
| ۲۷–۰۲   | ۳۴۰  | دریچه‌های فشار مخزن شیمیایی   | آب نبات ویفر                      | کامیون‌های مواد غذایی            | طناب‌های سنتی                    |
| ۲۷–۰۳   | ۳۴۱  | گرافن                        | کوچکترین خودروی جهان              | آزمایش کنندگان نیرو             | قوطی‌های کامپوزیت                |
| ۲۷–۰۴   | ۳۴۲  | لوله‌های LED                  | میله کره بادام زمینی شکلاتی       | ضسبنسرس داروهای رباتیک (قسمت ۱) | ضسبنسرس داروهای رباتیک (قسمت ۲) |
| ۲۷–۰۵   | ۳۴۳  | هواپیماهای بدون سرنشین تجاری | ماهی آکواریوم                     | پاک کننده باند                  | شاتلکاک                         |
| ۲۷–۰۶   | ۳۴۴  | مسابقات چوبی                 | ماشین آلات ریخته‌گری               | باند تلسکوپی                    | مبه مروارید                     |
| ۲۷–۰۷   | ۳۴۵  | کویل پشه                     | سه چرخه کمک خورشیدی               | روغن نخل                        | تفنگهای تفنگدار فایبرگلاس       |
| ۲۷–۰۸   | ۳۴۶  | اسباب بازی‌های چوبی           | توسترهای یکپارچهسازی با سیستمعامل | کوره‌های آزمایشگاهی              | ایرگل                           |
| ۲۷–۰۹   | ۳۴۷  | مربع‌های ترکیبی               | میگوهای مزرعه                     | شیرهای توپ                      | Trimmers String                 |
| ۲۷–۱۰   | ۳۴۸  | مبلمان به سبک چینی           | کلیدهای برقی                      | سس ماهی تایلندی                 | ربات‌ها                          |
| ۲۷–۱۱   | ۳۴۹  | خمپاره و گندم                | تهویه مطبوع بولینگ                | کرامات                          | پلاستیک چوب                     |
| ۲۷–۱۲   | ۳۵۰  | مخازن روغن اتومبیل مسابقه    | قالبهای گچ                        | روغن لیموترش                    | پرواز Tying Vises               |
| ۲۷–۱۳   | ۳۵۱  | ذغال سنگ پوسته نارگیل        | شاخص‌های شماره‌گیری                 | جداول مرطوب Downdraft           | Bassoon Reeds                   |

### فصل ۲۸ (۲۰۱۶-۲۰۱۷)
| سری Ep. | قسمت | بخش A               | بخش B                     | بخش C                      | بخش D                      |
| ------- | ---- | ------------------- | ------------------------- | -------------------------- | -------------------------- |
| ۲۸–۰۱   | ۳۵۲  | ماشین سنج کلاسیک    | کیک ترافل مرمر شکلاتی     | قلی کتری                   | دستکش‌های لاستیکی           |
| ۲۸–۰۲   | ۳۵۳  | ماکارونی می‌میرد     | بلوبری                    | توالتهای کمپوست            | بازداشت شدگان              |
| ۲۸–۰۳   | ۳۵۴  | چرخ‌های زاویه ای     | سبدهای توت                | بلندگوهای همه‌کاره (قسمت ۱) | بلندگوهای همه‌کاره (قسمت ۲) |
| ۲۸–۰۴   | ۳۵۵  | تیغه‌های کارتریج     | شکلات موز لوبیا           | دستگاه فروش خودکار         | شیرجه کردن رایانه‌ها        |
| ۲۸–۰۵   | ۳۵۶  | شیشه فوق‌العاده نازک | دستگاه‌های برش پالت        | کیک                        | لوله استیل ضدزنگ بدون درز  |
| ۲۸–۰۶   | ۳۵۷  | پتاس                | دستبندهای چرمی            | برنج وحشی                  | کلیدهای Hex Key L          |
| ۲۸–۰۷   | ۳۵۸  | پرونده‌های ناخن فلزی | سایه بان چوب پوستر        | قایق‌های سخت                | شکن‌های مدار ولتاژ بالا     |
| ۲۸–۰۸   | ۳۵۹  | ماکارون‌ها           | سبدهای سوزنی کاج          | میکرومتر (قسمت ۱)          | میکرومتر (قسمت ۲)          |
| ۲۸–۰۹   | ۳۶۰  | آندوسکوپ            | مگافون                    | اورانیوم (قسمت ۱)          | اورانیوم (قسمت ۲)          |
| ۲۸–۱۰   | ۳۶۱  | پمپ‌های دیسک توخالی  | شکر پالم                  | قایق بادبانی (قسمت ۱)      | قایق بادبانی (قسمت ۲)      |
| ۲۸–۱۱   | ۳۶۲  | کلاژن               | مبدل‌های دیجیتال به آنالوگ | قالبهای چوبی               | صاف استپلر                 |
| ۲۸–۱۲   | ۳۶۳  | کباب‌های تایلندی     | ماسک‌های غواصی و پر کردن   | اسفنج (قسمت ۱)             | اسفنج (قسمت ۲)             |
| ۲۸–۱۳   | ۳۶۴  | ظروف چوبی           | واحدهای برودتی حمل و نقل  | موکازین                    | دریل ضربه الکترونیکی       |

### فصل ۳۰ (۲۰۱۷–۲۰۱۸)
| سری Ep. | قسمت | بخش A                 | بخش B                       | بخش C                         | بخش D                         |
| ------- | ---- | --------------------- | --------------------------- | ----------------------------- | ----------------------------- |
| ۳۰–۰۱   | ۳۷۸  | بسکتبال‌های چرمی       | سیل گیتس                    | بوم تابلو چوب                 | بند کفش                       |
| ۳۰–۰۲   | ۳۷۹  | پمپ‌های فرمان          | وعده‌های غذایی کاسه آسیا     | عصا قدم زدن (قسمت ۱)          | عصا قدم زدن (قسمت ۲)          |
| ۳۰–۰۳   | ۳۸۰  | گیاهان استخراج روغن   | لوسترهای سفارشی             | مربیان نیرو                   | غلافهای قهوه                  |
| ۳۰–۰۴   | ۳۸۱  | نمونه شاهد            | واشر فشار                   | زنبورها                       | اجاق‌های چدنی                  |
| ۳۰–۰۵   | ۳۸۲  | مجسمه‌های چرمی         | سفره داغ بشقاب              | اوچر                          | محکم                          |
| ۳۰–۰۶   | ۳۸۳  | بازیافت گیتار اسکیت   | چراغ‌های خورشیدی             | عروسک (قسمت ۱)                | عروسک (قسمت ۲)                |
| ۳۰–۰۷   | ۳۸۴  | پله‌های مارپیچ         | نان پیتا                    | هدرهای اگزوز                  | قالب‌های سنگ آهک قالب          |
| ۳۰–۰۸   | ۳۸۵  | مجسمه‌های شیشه ای      | سیستم‌های قرقره ای مسابقه ای | سلف‌ها                         | توپ پزشکی                     |
| ۳۰–۰۹   | ۳۸۶  | مالش ماهی             | ماشین‌های تیراندازی رس       | بادام‌ها                       | موتور سیکلت‌های سطح بالا       |
| ۳۰–۱۰   | ۳۸۷  | بدنهای دریچه گاز      | مانتوهای شومینه آهکی        | میوه آب نبات                  | کتانی Ukuleles                |
| ۳۰–۱۱   | ۳۸۸  | توپ‌های لاستیکی        | صندلی حرکت                  | گوشت دودی مونترال             | اسکوترهای موتوری              |
| ۳۰–۱۲   | ۳۸۹  | اتصال دهنده‌های هوافضا | خمیر گلابی کاکتوس           | رآکتورهای آزمایشگاهی (قسمت ۱) | رآکتورهای آزمایشگاهی (قسمت ۲) |
| ۳۰–۱۳   | ۳۹۰  | تختخواب دیواری        | جام ساندا                   | نقاشی‌های دیجیتال              | راکت‌های بدمینتون              |

### فصل ۳۱ (۲۰۱۸-۲۰۱۹)
| سری Ep. | قسمت | بخش A                 | بخش B                     | بخش C                             | بخش D                             |
| ------- | ---- | --------------------- | ------------------------- | --------------------------------- | --------------------------------- |
| ۳۱–۰۱   | ۳۹۱  | توپ‌های Pelota باسک    | کامیون پالت               | کوفته‌ها                           | شیرهای برنجی                      |
| ۳۱–۰۲   | ۳۹۲  | لپ تاپ‌ها              | پانتنون                   | ساکسوفون‌ها (قسمت ۱)               | ساکسوفون‌ها (قسمت ۲)               |
| ۳۱–۰۳   | ۳۹۳  | قرقره چرخان           | درمان با پروتئین پلاسما   | جام‌های سه بعدی                    | فولاد ضدزنگ آبجو با خدا ممنوع قجس |
| ۳۱–۰۴   | ۳۹۴  | سبدهای بخارپز         | اسکوترهای سه چرخ          | هنرستان‌های پیش ساخته              | وسایل آشپزی مس                    |
| ۳۱–۰۵   | ۳۹۵  | لاستیک دوچرخه کوهستان | خلاء برگ و برگ            | کنسرو گوشت                        | چاقوهای فیله                      |
| ۳۱–۰۶   | ۳۹۶  | اجاق برنج             | مبلمان مخفی               | اوریگامی تبلیغاتی                 | پرچین قیچی                        |
| ۳۱–۰۷   | ۳۹۷  | شیرهای شیشه ای        | نردبان‌های کامیون آتش‌نشانی | ترمیم ساعت عتیقه                  | ظروف باربیکیو                     |
| ۳۱–۰۸   | ۳۹۸  | ربات آموزشی           | کمربندهای بوکس            | قایق‌های راداری                    | رادیاتورهای سبک اروپایی           |
| ۳۱–۰۹   | ۳۹۹  | پنبه                  | رودخانه Rodeo Rooting     | نودل آسیایی                       | موتورهای چرخشی                    |
| ۳۱–۱۰   | ۴۰۰  | ریگ خواب              | گردوی آمریکایی            | قرقره‌های فلزی                     | عینک استات                        |
| ۳۱–۱۱   | ۴۰۱  | سبدهای چوبی تخته سنگ  | زنگ                       | تثبیت کننده‌های ژیروسکوپی (قسمت ۱) | تثبیت کننده‌های ژیروسکوپی (قسمت ۲) |
| ۳۱–۱۲   | ۴۰۲  | ترمیم DeLorean        | فیبر بیسون                | جداول Shuffleboard                | چاقوهای جعلی                      |
| ۳۱–۱۳   | ۴۰۳  | کیف‌های چرمی شبانه     | ورزشکاران اسب             | جداول هاکی هوایی                  | مجسمه‌های مس                       |

### فصل ۳۲ (۲۰۱۹)
| سری Ep. | قسمت | بخش A                      | بخش B                 | بخش C                                | بخش D                                 |
| ------- | ---- | -------------------------- | --------------------- | ------------------------------------ | ------------------------------------- |
| ۳۲–۰۱   | ۴۰۴  | نمایش الکتروفورز           | تخته‌های پاک کردن خشک  | تفنگ‌های هوا                          | کانتر کوارتز                          |
| ۳۲–۰۲   | ۴۰۵  | درختان کفش سفارشی          | اهداف خاک رس          | فشردن سینی‌ها                         | پروانه‌های کامپوزیت قایق               |
| ۳۲–۰۳   | ۴۰۶  | نگهدارنده‌های ارتودنسی      | آب پرتقال             | سونا جمع شونده                       | چاقوهای تیغه اره برقی                 |
| ۳۲–۰۴   | ۴۰۷  | جداول تنیس روی میز         | کیت‌های مدل پلاستیکی   | میکروسکوپ‌های سبک (قسمت ۱)            | میکروسکوپ‌های سبک (قسمت ۲)             |
| ۳۲–۰۵   | ۴۰۸  | چکش‌های دستی                | ویتامین‌های آدامس      | تریلرهای قایق                        | چراغهای چای و شمع‌های شیشه ای          |
| ۳۲–۰۶   | ۴۰۹  | وانت گیتار                 | مبلمان گرم            | سیلندرهای چاه آب                     | ابزارهای غیر رسانا                    |
| ۳۲–۰۷   | ۴۱۰  | تشک‌های Innerspring         | صفحه کلیدهای ایستاده  | جاروبرقی (قسمت ۱)                    | جاروبرقی (قسمت ۲)                     |
| ۳۲–۰۸   | ۴۱۱  | کمربندها                   | چاپگرهای فلزی سه بعدی | پانل‌های هشدار قابل ردیابی            | موتورهای استرلینگ مدل                 |
| ۳۲–۰۹   | ۴۱۲  | چشمه‌های فشرده سازی و پسوند | بیت‌های میکرو دریل     | اسکیف                                | پشتیبان شیشه ای نقاشی شده             |
| ۳۲–۱۰   | ۴۱۳  | ماسک‌های شمشیربازی          | کتابها                | ترانسفورماتورهای بدون سرنشین اقیانوس | پازل‌های سه بعدی                       |
| ۳۲–۱۱   | ۴۱۴  | سوت‌های قلع                 | محصولات شاخ           | اتومبیل‌های مسابقه فرمول F (قسمت ۱)   | اتومبیل‌های مسابقه ای فرمول F (قسمت ۲) |
| ۳۲–۱۲   | ۴۱۵  | عینک موتورسیکلت            | Jukeboxes دست‌ساز      | بیل‌های خلاء                          | ترکیب قلع و سرب تراشیدن مجموعه        |
| ۳۲–۱۳   | ۴۱۶  | کلاه‌های قله ای             | آبگرمکن‌های سفارشی     | قایق‌های برقی                         | فویل‌های شمشیربازی                     |

## فصل‌ها و یادداشت‌های اپیزود
- نوع S28E01 با صدای بلند انگلستان دارای بخشی در مورد کاندوم‌های جایگزین بخش مربوط به دستکش‌های لاستیکی در نسخه آمریکایی است.
- نهمین قسمت از فصل ۱، «کپسول تاریخی»، به اشتباه در «لوازم آرایشی» بیان می‌کند که فلورانس بلبل، شرکت آرایشی الیزابت آردن را در سال ۱۹۳۰ تأسیس کرد. در حقیقت، این شرکت توسط Florence Nightingale Graham تأسیس شده‌است.[۳]
- در طول سری سوم، قسمت «تکنو فلش» برداشته شد و در طول سری پنجم، بخش «کپسول تاریخی» حذف شد.[۴]
- موسیقی پس زمینه که در بخش "ارگانهای لوله دار" فصل ۲ شنیده می‌شود، قسمت ۲ "تغییراتی برای ارگان بر روی" O Filii و Filiæ "، Opus 49، شماره ۲" توسط الکساندر گیلمانت ، آهنگساز و آهنگساز فرانسوی است.
- در لیست‌های تلویزیونی کانال Science Science (ایالات متحده)،[۵] قسمت‌ها همان ترتیب را حفظ می‌کنند، اما فصل‌ها به گونه‌های مختلفی شماره گذاری می‌شوند:

| سلسله              | ۱ | ۲ | ۳ | ۴ | ۵ | ۶ | ۷ | ۸ | ۹ | ۱۰ | ۱۱ | ۱۲ | ۱۳ | ۱۴ | ۱۵ | ۱۶ | ۱۷ | ۱۸ | ۱۹ | ۲۰ |
| چگونه ساخته شده‌است | ۱ | ۱ | ۲ | ۲ | ۳ | ۳ | ۳ | ۳ | ۴ | ۴  | ۵  | ۵  | ۶  | ۷  | ۸  | ۹  | ۱۰ | ۱۰ | ۱۰ | ۱۰ |